# Athur
Athur é uma panchayat (vila) no distrito de Toothukudi , no estado indiano de Tamil Nadu.

## Demografia
Segundo o censo de 2001,  Athur  tinha uma população de 9456 habitantes. Os indivíduos do sexo masculino constituem 50% da população e os do sexo feminino 50%. Athur tem uma taxa de literacia de 78%, superior à média nacional de 59.5%; com 53% para o sexo masculino e 47% para o sexo feminino. 11% da população está abaixo dos 6 anos de idade.